# Juan Saladino
Juan Manuel Saladino (* 28. September 1987 in Quilmes) ist ein argentinischer Hockeyspieler. 2016 war er mit der argentinischen Nationalmannschaft Olympiasieger.

## Sportliche Karriere
Der 1,74 m große Stürmer Juan Saladino debütierte im Januar 2016 in der argentinischen Nationalmannschaft bei Testspielen gegen die niederländische Mannschaft. Bei den Olympischen Spielen in Rio de Janeiro war er in allen acht Spielen dabei, sein einziges Tor erzielte er im letzten Gruppenspiel gegen Irland. Die Argentinier belegten in ihrer Vorrundengruppe den dritten Platz hinter den Niederländern und den Deutschen. Im Viertelfinale bezwangen sie die spanische Mannschaft mit 2:1 und im Halbfinale besiegten sie die Deutschen mit 5:2. Im Finale gegen die belgische Mannschaft siegten die Argentinier mit 4:2 und waren damit Olympiasieger.
Insgesamt bestritt Juan Saladino 18 Länderspiele. Sein Heimatverein ist der Quilmes Atlético Club.